# Georges Lambrichs
Pour les articles homonymes, voir Lambrichs.
Georges Lambrichs est un écrivain, critique et éditeur français né le 5 juillet 1917 à Saint-Josse-ten-Noode (Bruxelles) et mort le 9 février 1992 à Paris.

## Parcours
Après des études de philosophie, Georges Lambrichs rencontre en 1937 Jean Paulhan dont il devient un « compagnon de résistance intellectuelle ». Paulhan le fait nommer lecteur en mars 1946 pour le compte des Éditions de Minuit, où Lambrichs voit publier son premier livre.
Toujours aux Éditions de Minuit, il coanime avec Paulhan la revue 84 dont Gaston Gallimard n'a pas voulu, et devient directeur littéraire jusqu'en 1955. Chez Minuit, il publie notamment François Augiéras, Pierre Klossowski, Samuel Beckett, Alain Robbe-Grillet, Michel Butor. 
Après un bref passage chez Grasset, Gaston Gallimard le recrute en janvier 1959 : d'abord en tant que directeur de collections de littérature contemporaine avec Jeune Prose, qui dure de février 1959 à juin 1962 et où sortent les premiers textes de Jacques Chessex et Jean-Loup Trassard, et surtout la collection Le Chemin, où parait en 1963 le premier texte de J. M. G. Le Clézio, Le Procès verbal. Véritable laboratoire qui cherche à se démarquer du Nouveau Roman et du structuralisme, Le Chemin fonctionnait de façon assez autonome au sein des éditions Gallimard, Lambrichs s'entourant d'un groupe de sensibilités qu'il réunissait au café L'Espérance, 36 rue de l'Université, dans les années 1960, des auteurs comme Michel Butor, Michel Chaillou, Michel Deguy, Henri Meschonnic, Jacques Réda, Jude Stéfan, Jacques Borel, Pierre Bourgeade, Roger Borderie, Jean-Loup Trassard et bien sûr Le Clézio.
Entre 1959 et 1992, Le Chemin publie 284 titres, dont des essais de Michel Foucault, Henri Meschonnic ou Jean Starobinski.
En 1967, Lambrichs anime, en marge de sa collection, la revue Les Cahiers du chemin qui fusionne en 1977 avec La Nouvelle Revue française lorsqu'il en prend la direction en remplacement de Marcel Arland, et ce, jusqu'en 1987.
Georges et Gilberte Lambrichs sont les parents de Louise Lambrichs.

## Citation
« On ne pressent pas Beckett. On ne décrète pas l'apparition de Le Clézio. Un beau jour, leur manuscrit arrive sur votre bureau. Vous y êtes sensible. C'est là votre seul métier, votre seul mérite », Georges Lambrichs.

## Publications
- L'Aventure achevée, Éditions de Minuit, 1946 ; réédition Éditions de la Différence, 1991
- Le Pouvoir des cris, in Les Cahiers de la Pléiade, Gallimard, avril 1947
- Chaystre ou les Plaisirs incommodes, Éditions de Minuit, 1948 ; réédition Éditions de la Différence, 1983
- Les Rapports absolus, coll. Métamorphoses, Gallimard, 1949
- Les Plus Belles Images du cinéma, Éditions du Chêne, 1949
- Mort naturelle, Gallimard, Les Cahiers de la Pléiade, printemps-été 1951
- Ondique, Gallimard, 1954
- Les Fines Attaches, Gallimard, 1957
- En cachette, Gallimard, 1957
- Bernard Dufour, Galerie Pierre, 1963
- Pente douce, L'Herne, 1972 ; réédition Éditions de la Différence, 1983
- Mégéries, Gallimard, 1974
- Se prendre aux mots, Éditions de la Différence, 1991
- Gabrielle Haardt, Éditions de la Différence, 1992